# Elezioni federali in Germania del 1990
Le elezioni federali nella Repubblica Federale di Germania del 1990 si svolsero il 2 dicembre per il rinnovo del Bundestag.
Furono le prime elezioni dopo la riunificazione tedesca. I partiti politici che parteciparono alla competizione elettorale erano gli stessi della Germania Ovest; eccezion fatta per il Partito del Socialismo Democratico, nato nel 1990, in cui confluirono alcuni membri del SED.

## Risultati
| Liste                                          | Maggioritario | Maggioritario | Maggioritario | Proporzionale | Proporzionale | Proporzionale | Totale seggi |
| Liste                                          | Voti          | %             | Seggi         | Voti          | %             | Seggi         | Totale seggi |
| ---------------------------------------------- | ------------- | ------------- | ------------- | ------------- | ------------- | ------------- | ------------ |
| Unione Cristiano-Democratica di Germania (CDU) | 17.707.574    | 38,27         | 192           | 17.055.116    | 36,71         | 76            | 268          |
| Partito Socialdemocratico di Germania (SPD)    | 16.279.980    | 35,18         | 91            | 15.545.366    | 33,46         | 148           | 239          |
| Partito Liberale Democratico (FDP)             | 3.595.135     | 7,77          | 1             | 5.123.233     | 11,03         | 78            | 79           |
| Unione Cristiano-Sociale in Baviera (CSU)      | 3.423.904     | 7,40          | 43            | 3.302.980     | 7,11          | 8             | 51           |
| I Verdi (Ovest)                                | 2.037.885     | 4,40          | -             | 1.788.200     | 3,85          | -             | -            |
| Partito del Socialismo Democratico (PDS)       | 1.049.245     | 2,27          | 1             | 1.129.578     | 2,43          | 16            | 17           |
| I Repubblicani                                 | 767.652       | 1,66          | -             | 987.269       | 2,13          | -             | -            |
| Alleanza '90 (Est)                             | 552.027       | 1,19          | -             | 559.207       | 1,20          | 8             | 8            |
| I Grigi - Pantere Grigie                       | 218.412       | 0,47          | -             | 385.910       | 0,83          | -             | -            |
| Partito Ecologico-Democratico                  | 243.469       | 0,53          | -             | 205.206       | 0,44          | -             | -            |
| Partito Nazionaldemocratico di Germania        | 190.105       | 0,41          | -             | 145.776       | 0,31          | -             | -            |
| Unione Sociale Tedesca                         | 131.747       | 0,28          | -             | 89.008        | 0,19          | -             | -            |
| Altri <0,10%                                   | 77.790        | 0,17          | -             | 138.923       | 0,30          | -             | -            |
| Totale                                         | 46.274.925    |               | 328           | 46.455.772    |               | 334           | 662          |

## Conseguenze
Le elezioni videro la sfida tra il candidato della SPD, Oskar Lafontaine, e il candidato della CDU/CSU, il cancelliere uscente Helmut Kohl. Sull'onda della gioia per la riunificazione, la coalizione CDU/CSU-FDP si mantenne alla guida del paese incrementando i voti.